# Brug 532
Brug 532 is een vaste brug in het Amsterdamse Bos. Alhoewel de brug op het grondgebied van de gemeente Amstelveen ligt, wordt het beheer uitgevoerd door Amsterdam en heeft de brug derhalve ook een Amsterdams brugnummer.
De brug is gelegen in de Bosbaanweg, de zuidelijke parallelweg van de Bosbaan. De brug dateert uit 1938. Zij is ontworpen door Piet Kramer, werkend bij de Dienst der Publieke Werken, die hier kwam met een brug in de stijl van de Amsterdamse School. 
Ze vormt samen met brug 543 een uitzondering in het arsenaal van Kramers bruggen voor het bos/park; de meeste bruggen zijn van hout of beton. Brug 532 kreeg een uiterlijk mee van baksteen (keermuren, landhoofden, borstweringen etc.). Het gebruikte materiaal geeft de brug een stedelijk karakter. De brug is bestemd voor alle verkeer, er zijn gescheiden rijdekken voor gemotoriseerd verkeer en langzaam verkeer (voetgangers en fietspad), die op verschillende hoogtes liggen. Tussen de twee dekken zijn trapjes aangebracht. De leuningen laten een mengeling zien van brugleuning die Kramer toepaste in de Amsterdamse binnenstad (noordzijde) en de bruggen in het Amsterdamse Bos (zuidzijde rijdek). Door haar relatief hoge ligging kan de brug bij roeiwedstrijden tot uitkijkpost dienen; het voet- en fietspad kan daarbij dienen als een soort bordes. Op dat gedeelte staan twee vlaggenmasten. Aan de zuidkant van de brug bevinden zich twee balkon en/of terrasachtige bouwsels; de leuningen daarvan zijn weer uitgevoerd in het "stads model". 
De brug heeft zogezegd een baksteen uiterlijk; echter de overspanning bestaat uit stalen liggers met daarop een betonnen dek. Voorts paste Kramer granieten blokken toe die op de landhoofden rusten. Deze granieten blokken zijn aan de waterzijde bewerkt, aan de oostzijde is een zeilschip te zien met een figuur die wapenschilden van Amsterdam vasthoudt; aan de westzijde staat de tekst Amsterdam omringd door golven en wapenkruisen.
De onderdoorgang van de brug vormt de waterverbinding tussen de Bosbaan en een vijver. Aan het zuideind van die vijver ligt een overhaal naar of vanuit andere watergangen in het park. Die overhaal loopt onder brug 508 door, een houten brug ontworpen door Kramer. De kanoër moet daarbij zijn boot zelf voortslepen over grasland. 
Het werd in 2013 benoemd tot gemeentelijk monument in Amstelveen. Zij waardeerden het als bijzondere verschijningsvorm binnen het oeuvre van Kramers bruggen in het bos, mede gezien de meer stedelijke vorm van deze brug met de aangebrachte versieringen. Bovendien vond zij de brug een wezenlijk onderdeel van het totaal aan bruggen in het bos.

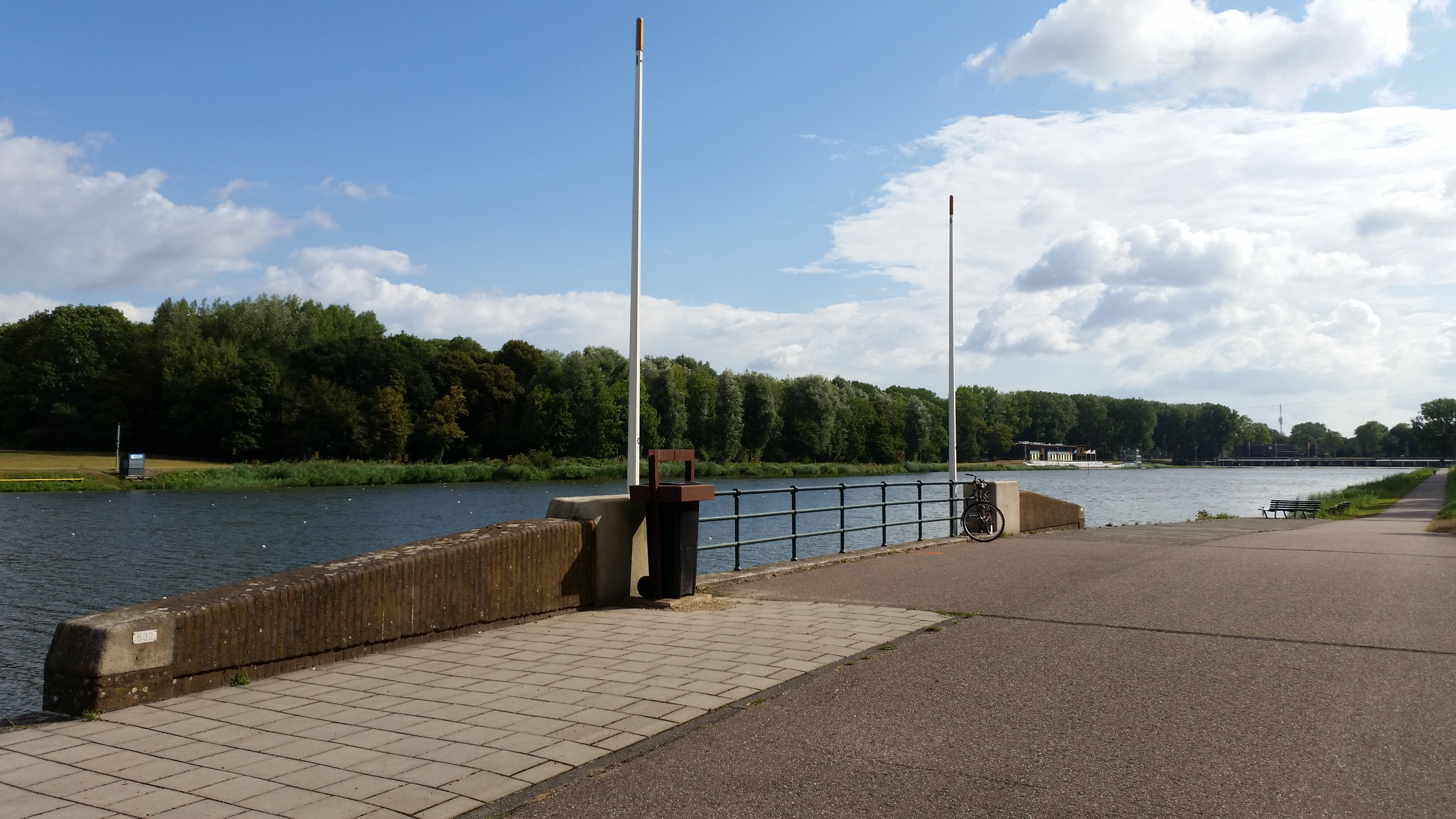
Brug 532 met uitzicht over Bosbaan (augustus 2018)

<<< · 500 · 501 ·  503 · 504 · 505 · 506 · 507 · 508 · 509 · 510 · 511 · 512 · 513 · 514 · 515 · 516 · 517 · 518 · 519 · 520 · 521 · 522 · 523 · 525 · 526 · 527 · 528 · 530 · 531 · 532 · 533 · 534 · 535 · 536 · 537 · 538 · 539 · 540 · 541 · 542 · 543 · 544 · 545 · 546 · 547 · 548 · 549 · 550 · 551 · 552 · 553 · 554 · 555 · 556 · 557 · 558 · 559 · 560 · 561 · 562 · 563 · 564 · 565 · 566 · 567 · 569 · 571 · 572 · 573 · 575 · 577 · 578 · 580 · 581 · 582 · 583 · 584 · 586 · 587 · 589 · 590 · 591 · 592 · 593 · 594 · >>>
Brugnummers 502, 524, 529, 568, 570, 574, 576, 579, 585, 588, 595, 596, 597, 598, 599 zijn niet (meer) vergeven.